# Крігер Григорій Олександрович
Крігер Григорій Олександрович (Вевель фон Крігер, Кригер; 1820–08.04(27.03).1881) — військовий моряк, гідрограф, віце-адмірал (1873). 1831 вступив до петербурзького Морського шляхетського корпусу, 1836 завершив освітній курс у цьому закладі, отримав чин мічмана і був рекомендований навчатися до Вищого офіцерського класу. 1840 в чині лейтенанта направлений ад'ютантом до головного командира Чорноморського флоту та Чорноморських портів М.Лазарева, 1842–43 служив на корветі «Андромеда», 1844 включений до Гвард. екіпажу, від 1845 командував різними суднами, мав відрядження до Середземномор'я. 1851 призначений тимчасово керуючим гідрографічним бюро на Чорному морі.
Учасник Кримської війни 1853—1856. Від 1855 виконував обов'язки чергового штаб-офіцера флоту — помічника віце-адмірала Миколи Мєтліна в обороні м. Миколаїв (зі спорудження навколишніх укріплень). Зарахований флігель-ад'ютантом до царського почту, керував чорноморським відділенням гідрографічного департаменту морського міністерства Російського імперії, 1860 обійняв посаду віце-директора департаменту. Входив до Комісії з дослідження обміління Азовського моря.
11 верес. (30 серп.) 1861 підвищений у ранзі до контр-адмірала, після чого став військовим губернатором м. Ковно (нині м. Каунас, Литва) та ковенським цивільним губернатором, начальником Ковенської губ. Від 28 (16) верес. 1863 до 27 (15) лют. 1865 займав посаду військ. губернатора м. Катеринослав (нині м. Дніпро) і катеринославського цивільного губернатора. Від 1869 — член Комітету морських навч. закладів, од 1872 — командир Ревельського порту та директор маяків і лоції Балтійського моря. 1874 повернувся до м. Санкт-Петербург директором гідрографічного департаменту морського мін-ва й головою Комісії з перегляду лоцманських статутів.
Нагороджений багатьма орденами, у тому числі св. рівноапостольного кн. Володимира 2-го ст, св. Анни 1-го ст., св. Станіслава 1-го ст., Білого Орла.